# Hafize Şahin
Hafize Şahin (né le 1er janvier 1992) est une lutteuse turque.

## Palmarès

### Championnats d'Europe
- Médaille d'argent en catégorie des moins de 60 kg en 2014 à Vantaa (Finlande)
- Médaille de bronze en catégorie des moins de 59 kg en 2013 à Tbilissi (Géorgie)